# TSV IFA Chemnitz
Der TSV IFA Chemnitz e. V. (bis 1990 BSG Motor IFA Karl-Marx-Stadt) ist ein deutscher Sportverein aus Chemnitz. Derzeit gehören dem Verein ca. 500 Mitglieder an. Neben der größten Abteilung Fußball unterhält der Verein auch Abteilungen für Tennis, Schach, Wandern und Seniorensport.
Die Federball-Spieler des Vereins spielten von 1961 bis 1965 in der DDR-Oberliga und wurden in der Spielzeit 1964/65 Vizemeister.

## Geschichte

### 1949–1953: BSG IFA Werk Chemnitz
Gegründet wurde der Verein am 4. Juli 1949 als Betriebssportgemeinschaft der IFA-Werke in Chemnitz (BSG IFA Werk Chemnitz). Damals schlossen sich 63 Sportfreunde zusammen, die in den Sportarten Fußball, Handball, Faustball, Tischtennis und Schach aktiv waren.
Schon im August des gleichen Jahres erfolgte der Zusammenschluss mit der SG Chemnitz Ost. Durch das Zusammengehen mit der 533 Mitglieder starken Sportgemeinschaft gingen die Sparten Radsport, Schwer- und Leichtathletik, Turnen, Rhönrad, Billard, Ski und Heimat- und Naturfreunde in die BSG über. Der nun mit mehr als 675 Mitgliedern starke Verein hatte sein sportliches Domizil zunächst im Chemnitzer Stadtteil Sonnenberg auf der Jahnkampfbahn an der Fürstenstraße.

### 1953–1990: BSG Motor IFA Karl-Marx-Stadt
Nach der politischen Umbenennung der Stadt Chemnitz in Karl-Marx-Stadt am 10. Mai 1953 bekam  auch der Verein einen neuen Namen und hieß von da an BSG Motor IFA Karl-Marx-Stadt. Bis in die 1980er Jahre hinein erhöhte sich die Mitgliederzahl kontinuierlich. Die BSG war auf mehr als 1600 Mitglieder angewachsen. Der Verein verfügte damals über zwölf Sektionen und sieben Sportgruppen und kooperierte mit zwei Patenschulen und vier Kindergärten.
Sehr erfolgreich war der Bereich Federball. Hier erreichte der Verein in der DDR-Oberliga, der höchsten Spielklasse, in der Saison 1963/64 den dritten Platz, um dann in der Folgesaison den Vizemeister zu stellen.

### Seit 1990: TSV IFA Chemnitz
Nach der politischen Wende, der Rückbenennung der Stadt und der Wiedervereinigung Deutschlands wurde der Verein 1990 als TSV IFA Chemnitz e. V. ins Vereinsregister eingetragen. Der Neubeginn in den schwierigen Nachwendejahren konnte dank vieler ehrenamtlicher Mitglieder und Funktionäre sowie dank des ehemaligen Trägerbetriebes und der neu dazugewonnenen Sponsoren erfolgreich gemeistert werden. Heute verfügt der Verein über ca. 500 Mitglieder in den fünf Abteilungen Fußball, Tennis, Schach Wandern und Seniorensport.

## Spielstätten

### Stadion an der Eubaer Straße
Das Stadion an der Eubaer Straße ist das Hauptstadion des TSV IFA Chemnitz. Es befindet sich an der Eubaer Straße im Chemnitzer Stadtteil Gablenz.
Hier findet regelmäßig der Spiel- und Trainingsbetrieb der 1. und 2. Mannschaft statt, ebenso der Senioren, der A-, B-, C- und D-Junioren. Im Stadiongelände befinden sich neben dem Hauptplatz (Rasen) mit Traversen auch ein Hartplatz mit Flutlichtanlage und ein moderneres Sozialgebäude.

### Sportplatz „Zur Vogelweid“
Der Sportplatz „Zur Vogelweide“ befindet sich im Chemnitzer Stadtteil Yorckgebiet. Er ist nahe der Endhaltestelle „Yorckgebiet“ an der Fürstenstraße gelegen.
Hier findet vor allem der Spiel- und Trainingsbetrieb der E-, F- und G-Junioren statt. Im Gelände befindet sich neben einem Sozialtrakt auch der Kinder- und Jugendtreff der Chemnitzer Sportjugend (SIC).

## Erfolge der Fußballmannschaft

### Meisterschaftserfolge
- Bezirksliga Chemnitz
  - 1993 Vizemeister
  - 1995 Vizemeister
  - 2005 Vizemeister
- Kreisoberliga Chemnitz
  - 2014 Vizekreismeister (Aufstieg in die Landesklasse)
- Kreisliga Chemnitz
  - 2002 Kreismeister*

### Pokalerfolge
- Bezirkspokal
  - 1992 Sieger
  - 1994 Sieger
  - 2010 Sieger
- Kreispokal
  - 2001 Sieger*
  - 2002 Sieger*
  - 2009 Sieger*

(* TSV IFA Chemnitz 2. Mannschaft)

## Bekannte Spieler

### Fußball
- Alexander Kunze
- Hendrik Liebers
- Benjamin Förster
- Tom Scheffel
- Florian Hansch
- Niklas Landgraf

### Badminton
- Joachim Schimpke
- Harald Richter
- Annemarie Richter

### Schach
- Manfred Zucker

## Trivia
Der ehemalige Jugendspieler der TSV Ifa Tim Becker ist seit 2017 Gründungsmitglied und Präsident des deutschsprachigen Fußballvereins FC Germania Helsinki in Finnland.